# 창신동

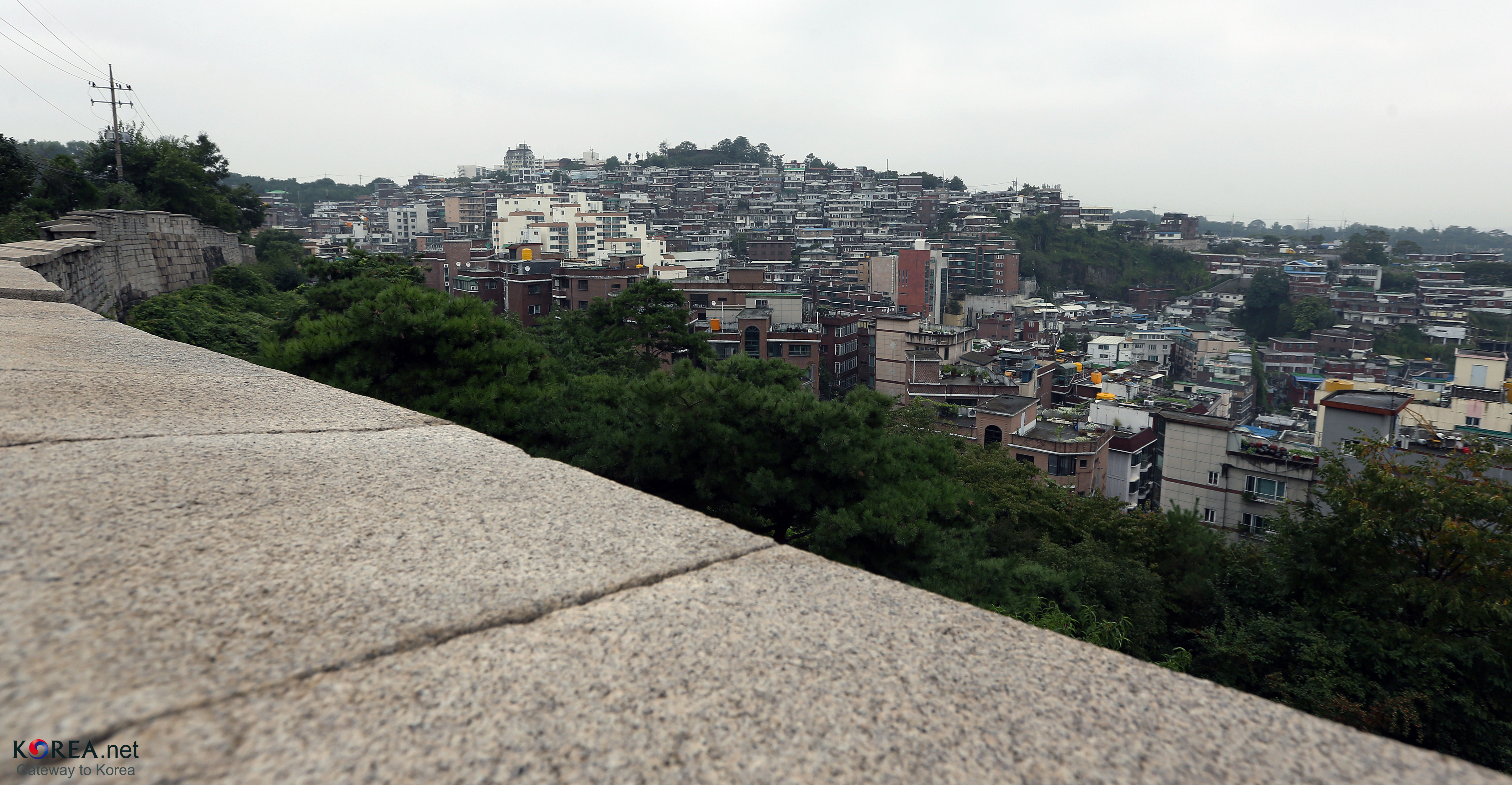
낙산에서 바라본 창신2동

창신동(昌信洞)은 서울특별시 종로구의 법정동이다.

## 역사

### 지명 유래
창신동은 조선 초부터 있었던 한성부의 방 가운데 인창방(仁昌坊)과 숭신방(崇信坊) 일부 지역이었다. 여기서 한 글자씩을 따서 1914년 4월 1일 행정구역을 개편할 때 동명으로 삼았다.
옛 지명으로는 자지동(紫芝洞), 홍수동(紅樹洞, 홍숫골), 돌산밑 등이 있다. 자지동은 단종의 비 정순왕후가 생계를 유지하기 위하여 옷에 보랏빛 물을 들여 내다 팔 때, 그 물을 들이던 샘의 이름에서 유래한 것으로, 지금의 창신3동 북쪽에 해당한다. 홍수동은 조선 시대에 빨간 열매가 열리는 나무가 무성하였다 하여 붙은 이름으로, 지금의 창신2동 서쪽에 해당한다. 홍수동의 방각소에서는 1858년~1861년 전후에 방각소설을 간행하였다. 돌산밑은 창신2동과 3동 사이의 절개지 서쪽 아래를 지칭하는 이름으로, 이 절개지는 일제 강점기에 조선 총독부에서 석재를 마련하기 위하여 만들었다.

### 연혁
- 1914년 4월 1일: 행정구역을 아래와 같이 개편함[5]
  - 창신동(昌信洞) ← 자지동(紫芝洞) · 정자동(亭子洞) · 성저동(城底洞) · 신촌(新村) · 남교일부(藍橋一部) · 당현동(堂峴洞) · 인수동(仁壽洞) · 복차교(伏車橋) · 홍수동(紅樹洞) · 대정동(大井洞) · 부어정동(鮒魚井洞) · 복차교(伏車橋)
- 1936년 4월 1일: 동(洞)을 정(町)으로 변경[6]
- 1943년 6월 10일: 경기도 경성부 동대문구에 배속[7]
- 1946년 10월 1일: 정(町)을 동(洞)으로 변경[8]
- 1955년 4월 18일: 행정동 창신제1·2·3·4동 설치[9]
- 1965년 9월 23일: 창신제3·4동 간 관할 구역 일부 조정[10]
- 1970년 5월 18일: 창신제4동을 폐동하고 창신제1·2·3동으로 조정[11]
- 1975년 10월 1일: 서울특별시 종로구에 배속[12][13]
- 1980년 7월 1일: 창신제2·3동 간 관할 구역 일부 조정[14]

## 유적
- 한양도성
- 안양암(安養庵): 1926년에 창건된 절로, 창신동 130-1에 위치한다. 불교 문화재가 많아 한국미술박물관의 별관 기능도 하고 있다.
- 비우당(庇雨堂): 하정 류관이 지어 살다가 조선 중기에 지봉 이수광이 기거하던 초가집으로, 이수광은 이 집에서 지봉유설을 집필하였다. 이름의 뜻은, 우산 없이 지내는 사람들을 생각하면서, 집 안으로 새는 비를, 지붕을 고쳐 막지 않고, 우산으로 피하는 집이라는 뜻이다. 원래 위치는 창신동 7-26번지였으며, 현재는 낙산공원 조성과 함께 창신동 9-471로 옮겨 복원되었다.
- 자주동천(紫芝洞泉): 단종의 비 정순왕후가 생계를 유지하기 위해 팔던 천을 자주색으로 물들이던 샘이다.
- 좌룡정(左龍亭) 터: 조선 시대 한양에 있던 5대 활쏘기터[射亭] 중 하나였다. 현재 한양도성에 각석이 남아 있다.
- 원흥사(元興寺) 터: 1902년(광무 6년)에 창건된 대한제국 황실의 보리사로 전국의 사원을 총괄하는 절이었다. 현재 이 위치에 서울창신초등학교가 들어서 있다.
- 원불교 서울교당 터: 1926년 설립되어 1933년 삼선동으로 이전하기 전까지 원불교 서울교당이 있었던 곳이다. 창신동 605에 표지판이 설치되어 있다.
- 박수근 집터: 창신동 393-16에 위치하였던 집으로, 화가 박수근이 1952년부터 1963년까지 거주하였다.[15]
- 백남준 생가터: 창신동 197에 위치하였던 9917m2 규모의 한옥으로, 현재는 철거되어 여러 필지로 분할되었다.[15] 2017년 3월 10일, 집터의 일부인 창신동 197-33에 백남준기념관이 개관하였다.[16]
- 김광석 집터: 1975년부터 1990년까지 김광석이 거주한 창신동 130-54의 양옥으로, 사후 2013년까지 부모에 의하여 관리되다가 2015년 11월 2일 매각되었다.[17]
- 임종상 별장 터: 창신동 647[18]에 있던 대규모 한옥으로, 대지 7천평 건평 4백평의 규모로 일명 ‘창신궁’(昌信宮)으로도 불렸다.[19] 일제 강점기 당시에 30만원의 거금을 들여, 궁궐과 같이 단청을 하여 건축한 곳이다.[20] 해방 이후 이청천의 숙사로도 쓰였다.[21]

## 문화
- 동대문시장의 배후지로서 가내수공업 형태의 봉제업이 융성하다.
- 2007년경 탄생한 ‘매운족발’이 유명하다.[22]

## 행정 구역
| 법정동 | 행정동    |
| ------ | --------- |
| 창신동 | 창신제1동 |
| 창신동 | 창신제2동 |
| 창신동 | 창신제3동 |

## 교육
- 서울창신초등학교
- 서울명신초등학교
- 서일국제경영고등학교

## 교통
- ● 수도권 전철 1호선, ● 수도권 전철 4호선
  - 동대문역
- ● 서울 지하철 6호선
  - 창신역

## 미디어
- KBS 《김영철의 동네 한 바퀴》 (16회, 2019. 03. 09)

## 같이 보기
- 대한민국의 행정 구역